# Jean-René de Verdun de La Crenne
Pour les autres membres de la famille, voir Famille de Verdun.
Jean-René Antoine de Verdun dit le marquis de la Crenne, né le 5 avril 1741 à Aucey au château de la Crenne dans la Manche et mort le 8 août 1805 à Versailles, est un officier de marine et scientifique français.
Il participe à la guerre de Sept Ans et à la guerre d'indépendance des États-Unis. Il termine sa carrière avec le grade de chef d'escadre. Il est rayé des cadres de l'activité par décret de l'Assemblée nationale le 1er janvier 1791, pendant la Révolution française.

## Biographie

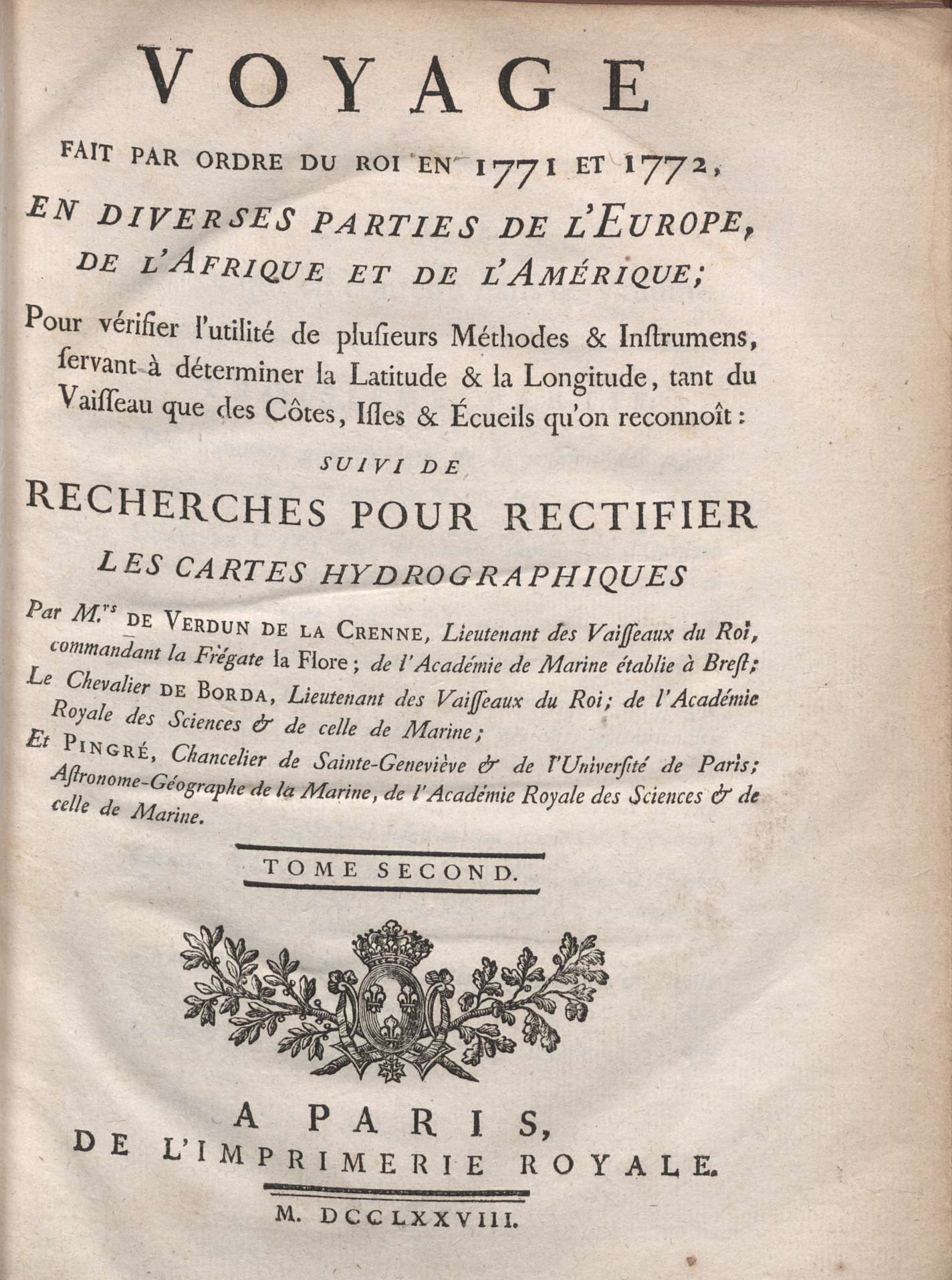
Voyage fait par ordre du roi en 1771 et 1772, en diverses parties de l'Europe, de l'Afrique et de l'Amérique, t. 2, 1778.

### Famille
Jean-René Antoine de Verdun est le fils de René Louis de Verdun, seigneur de la Crenne, mousquetaire à cheval de la garde du roi et capitaine général des Garde-Côtes de Pontorson et de Catherine Magdeleine Plessard de Servigny.

### Débuts dans la Marine royale pendant la guerre de Sept Ans
Il entre en 1756 aux Gardes-marine à Toulon, il embarque aussitôt à bord du vaisseau le Guerrier dans l’escadre du comte de La Galissonnière avec lequel il prit part à l’expédition de Minorque et au combat contre l’escadre de l'amiral Byng (20 mai 1756).
Fait deux fois prisonnier, en 1759 et 1762, il passe enseigne de vaisseau le 1er mai 1763. Blessé grièvement en 1765 lors du bombardement de Larache par l'escadre du comte du Chaffault, il est promu lieutenant de vaisseau la même année, le 27 novembre, mais doit renoncer à naviguer pendant quelque temps. Il en profite alors pour s'intéresser aux travaux scientifiques de l'époque.
Après avoir mis au point avec Jean-François du Cheyron du Pavillon un nouveau code de signaux tactiques, il rembarque en 1768 avec Cassini pour une expédition scientifique sur les bancs de Terre-Neuve.

### Voyages d'exploration et travaux scientifiques

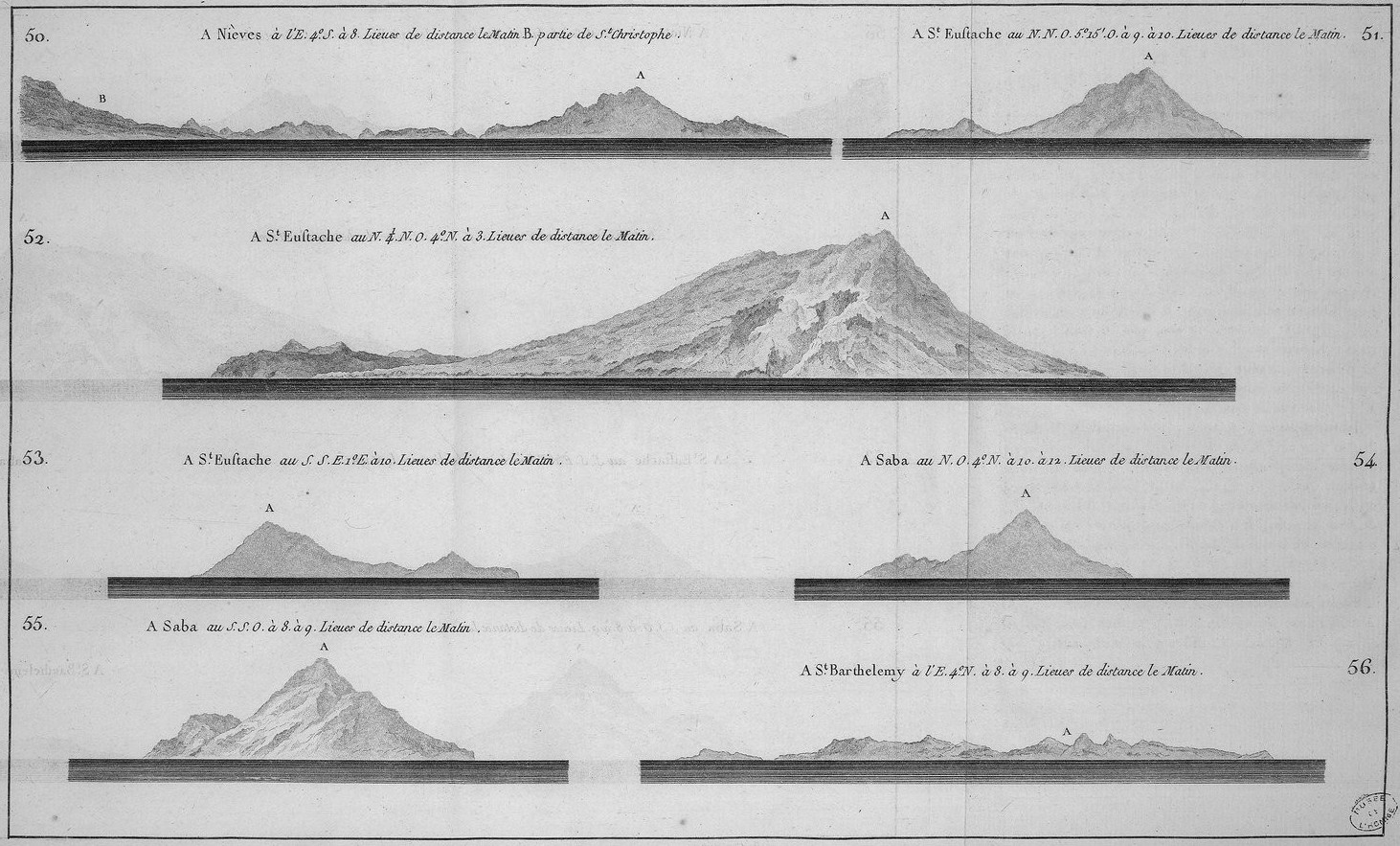
Plan coupe de diverses îles des Antilles réalisé lors de l'expédition de Verdun de la Crenne en 1771-1772.

Nommé membre adjoint de l'Académie royale de marine en 1771, Verdun prend le commandement de la frégate La Flore, pour un nouveau voyage scientifique. Cette expédition, organisée par l'Académie des sciences, avait pour but de tester de nouveaux chronomètres et instruments pour améliorer la mesure des longitudes en mer. Le scientifique Borda, officier en second, l'astronome Pingré, et le peintre Nicolas Ozanne, sont du voyage. Partie de Brest en 1771, la Flore passa aux îles Canaries, à Cadix, aux Antilles, à Terre-Neuve, à Saint-Pierre-et-Miquelon, en Islande et enfin à Copenhague. Le récit du voyage est publié en 1778 sous le titre : Voyage fait par ordre du Roi en 1771 et 1772, en diverses parties de l'Europe, de l'Afrique et de l'Amérique, etc.….
En 1776, il est nommé chevalier de l’ordre royal et militaire de Saint-Louis. La même année, à l'occasion d'une campagne scientifique en Baltique à bord de la Tamponne et le Compas, il fait escale à Saint-Pétersbourg, où il sera introduit auprès de Catherine II, impératrice de Russie. Il y retourne en 1777, la tsarine l’ayant fait mander pour le consulter sur l’organisation de la Marine française, qu’elle souhaitait prendre comme modèle pour la Marine impériale russe.
Nommé membre ordinaire de l’Académie royale de marine en 1777, il reçoit un commandement aux Antilles. Il est promu capitaine de vaisseau le 13 mars 1779, et reçoit le commandement du vaisseau Le Zodiaque, avec lequel il retrouve Jean-François du Cheyron du Pavillon dans l'escadre de la Manche commandée par le comte d'Orvilliers.

### Guerre d'indépendance américaine
Promu major général des forces navales commandées par le comte d’Estaing en 1780, il reçoit en 1781 le commandement du vaisseau Le Royal Louis, 110 canons, avec lequel il participe à la guerre d’indépendance américaine dans l'escadre de Beausset, puis devient Major général des forces navales combinées de l’armée franco-espagnole placée sous les ordres de duc de Crillon et Luis de Córdova y Córdova. Le 20 octobre 1782, il participe au combat du Cap Spartel et aux opérations autour de Gibraltar. Il commande à cette occasion la Royal Louis, monté par Beausset.
En 1785, il reçoit le commandement de la station des forces navales aux Antilles, puis il est nommé chef de division navale à Brest, le 1er mai 1786 et enfin chef d'escadre en 1787. Il est nommé membre du Conseil de marine créé à Versailles en 1788. Il est rayé des cadres de l'active par décret de l'Assemblée nationale le 1er janvier 1791 et émigre en Espagne.
Rentré en France après la Terreur, il est élu membre de l'Institut national en 1796 à la classe des sciences et des sciences morales et politiques. Il meurt à Versailles le 8 août 1805.